# Агиреш (Салаж)
Агиреш (рум. Aghireș) насеље је у Румунији у округу Салаж у општини Месешениј де Жос. Oпштина се налази на надморској висини од 273 m.

## Становништво
Према подацима из 2002. године у насељу је живело 1318 становника.

### Попис2002.
| Расподела становништва по националности 2002.‍ | Расподела становништва по националности 2002.‍ | Расподела становништва по националности 2002.‍ | Расподела становништва по националности 2002.‍ | Расподела становништва по националности 2002.‍ |
| --------------------------------------------- | --------------------------------------------- | --------------------------------------------- | --------------------------------------------- | --------------------------------------------- |
|                                               |                                               |                                               |                                               |                                               |
| Румуни                                        | Румуни                                        |                                               | 737                                           | 55,9%                                         |
| Мађари                                        | Мађари                                        |                                               | 581                                           | 44,1%                                         |